# Mniadelphus dicksonii
Mniadelphus dicksonii là một loài Rêu trong họ Hookeriaceae. Loài này được (Hook. & Grev.) Hampe mô tả khoa học đầu tiên năm 1850.